# تپه کلبر
تپه کلبر مربوط به دوره اشکانیان - سده‌های متاخر دوران‌های تاریخی پس از اسلام است و در شهرستان ازنا، بخش جاپلق، دهستان جاپلق غربی، در میان روستای کلبر واقع شده و این اثر در تاریخ ۲۲ آبان ۱۳۸۶ با شمارهٔ ثبت ۲۰۰۸۸ به‌عنوان یکی از آثار ملی ایران به ثبت رسیده است.